# آكل العسل الشرقي
آكل العسل الشرقي (الاسم العلمي: Meliphaga orientalis) (بالإنجليزية: Hill-forest Honeyeater)‏ هو نوع من الطيور يتبع جنس آكل العسل من فصيلة آكلات العسل.